# (73811) 1995 UN15
(73811) 1995 UN15 – planetoida z pasa głównego asteroid okrążająca Słońce w ciągu 3,77 lat w średniej odległości 2,42 j.a. Odkryta 17 października 1995 roku.